# Utricularia amethystina
Utricularia amethystina — вид рослин із родини пухирникових (Lentibulariaceae).

## Біоморфологічна характеристика
Трава. Малі квітки можуть бути пурпуровими, бузковими, білими, блакитними, кремовими чи яскраво-жовтими, а також дуже різноманітні за розміром і формою.

## Середовище проживання
Зростає у тропічній і субтропічній Америці: США (Флорида), Гаяна, Суринам, Французька Гвіана, Перу, ?Нікарагуа, Гондурас, Тринідад, Мексика, Гватемала, Коста-Рика, Панама, Колумбія, Болівія, Беліз, Панама, Бразилія, Венесуела.
Населяє піщані вологі савани, торф'яні болота й на вологі скелі; на висоті від 0 до 2800 метрів.

## Використання
Вид культивується невеликою кількістю ентузіастів роду. Торгівля незначна.